# 藤原宇合

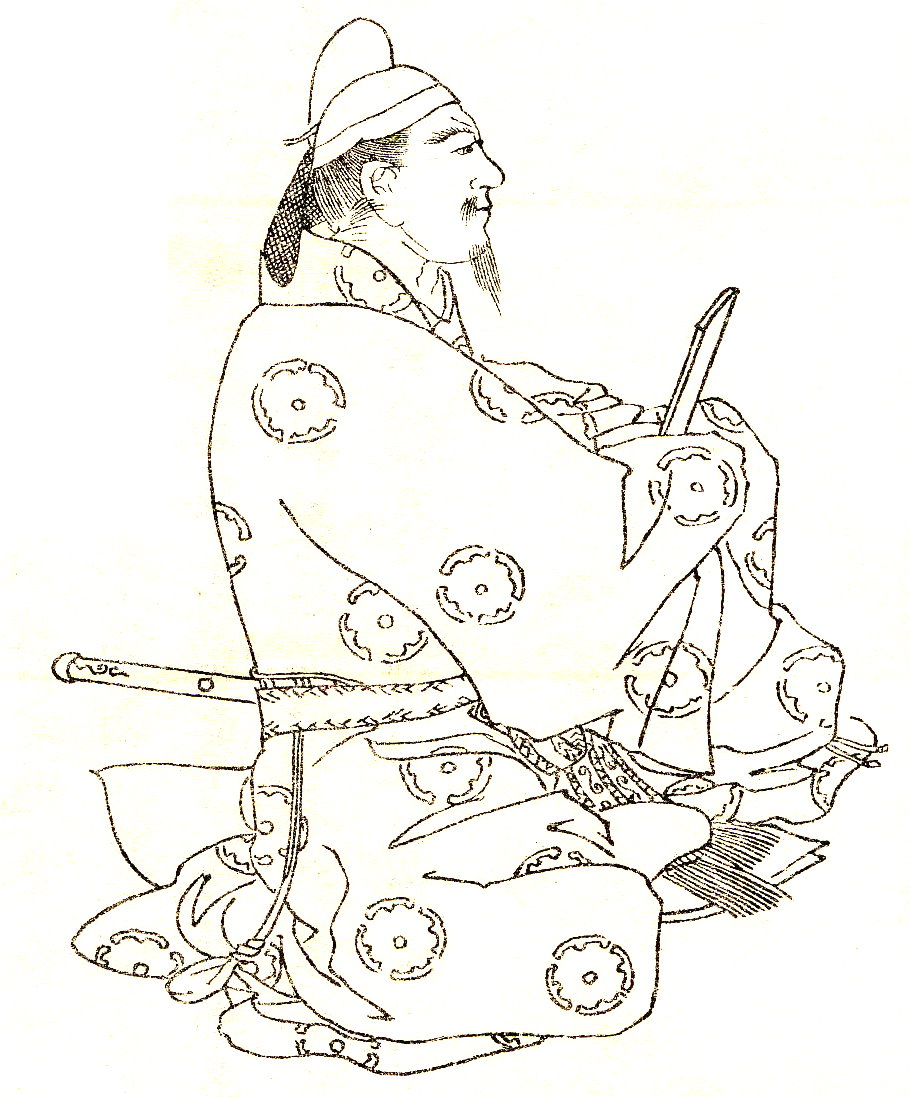
藤原宇合像　据《前賢故实》

藤原宇合（日语：／ Fujiwara no Umakai，持統天皇8年（694年） - 天平9年農8月5日 （737年9月3日））是奈良時代的公卿。初名馬養。右大臣・藤原不比等的三男。藤原式家之祖。官位至正三位・参議，勲二等。

## 生涯
灵龟2年（716年）8月任遣唐使节团的遣唐副使、是其在史料的初记载。同月自正六位下叙从五位下。養老元年（717年）入唐，翌年10月帰国。入唐後改名「宇合」。養老3年（719年）正月因遣唐副使之功升正五位上。同年7月按察使設置時作为常陸国司按察安房、上总及下总3国。養老5年（721年）叙正四位上。
神龟元年（724年）4月，任式部卿，以持節大将軍身份出兵、平定蝦夷的反乱，平定后11月還师。论功翌年位階，勲等再進，升从三位勲二等。神龟3年（726年）以式部卿兼知造難波宮事。成为後期難波宮营造的責任者。
神龜6年（729年）房前與兄弟策劃長屋王之變，使長屋王倒台。天平4年（732年），以参議・式部卿身份任西海道節度使。当时诗文《怀風藻》中所录、高橋虫麻呂送别的歌在《万葉集》中也有编入。天平6年（734年）升正三位。天平9年（737年）8月5日因天平疫病大流行薨去。最終官位为参議式部卿兼大宰帥正三位。

## 系譜
- 父：藤原不比等
- 母：蘇我娼子（蘇我連子的女儿）？[1]
- 妻：石上麻呂的女儿
  - 長男：藤原广嗣（?-740）
  - 次男：藤原良继（716-777）
- 妻：高橋阿禰娘（高橋笠朝臣的女儿）
  - 三男：藤原清成
- 妻：小治田功麿男牛養女
  - 五男：藤原田麻呂（722-783）
- 妻：久米若女（久米奈保麻呂的女儿？）
  - 八男：藤原百川（732-779）
- 妻：佐伯家主娘（佐伯徳麻呂女儿）
  - 九男：藤原蔵下麻呂（733-775）
- 生母不明
  - 四男：藤原綱手（?-740）
  - 女子：藤原魚名室
  - 女子：藤原巨勢麻呂室
  - 女子：藤原掃子 - 藤原綱継母?

## 关連項目
- 藤原氏
- 藤原四兄弟

## 脚注
1. ↑  据《尊卑分脈》等。但反对的意见也非常多。